# Fireworks (Album)
Fireworks ist das zweite Studioalbum der deutschen Hard-Rock-Band Bonfire. Es erschien im Oktober 1987.

## Geschichte
Fireworks wurde 1987 mit Gastschlagzeuger Ken Mary von Fifth Angel eingespielt. Michael Wagener leitete die Produktion. Die Band nahm 25 Titel auf, von denen es 11 auf das Album schafften. Das Album erschien mit zwei verschiedenen Covermotiven, einem ähnlich einem runden Metallverschluss, das international veröffentlicht wurde, sowie die nordamerikanische Version, die die vier Bandmitglieder zeigte. 2009 erschien eine remasterte Ausgabe. Außerdem erschien 2011 die Live-Aufnahme Fireworks – Still Alive, bei der die Band das Album live spielt. Im Intro des Stückes Don’t get me wrong wird die Großmutter des Bassisten Jörg Deisinger zitiert mit dem fränkischen Satz Jörgala, oh Jörchala, mei liabs Jörchala.

## Titelliste
| Nr. | Titel              | Autor(en)                                                             | Länge |
| --- | ------------------ | --------------------------------------------------------------------- | ----- |
| 1.  | Ready 4 Reaction   | Claus Lessmann, Hans Ziller, Horst Maier-Thorn, Jörg Deisinger        | 3:43  |
| 2.  | Never Mind         | Lessmann, Ziller, Maier-Thorn, Deisinger                              | 3:39  |
| 3.  | Sleeping All Alone | Jack Ponti, Joe Lynn Turner, Lessmann, Ziller, Maier-Thorn, Deisinger | 3:35  |
| 4.  | Champion           | Lessmann, Ziller, Maier-Thorn, Deisinger                              | 3:31  |
| 5.  | Don’t Get Me Wrong | Lessmann, Ziller, Maier-Thorn, Deisinger                              | 3:25  |
| 6.  | Sweet Obsession    | Ponti, Turner, Lessmann, Ziller, Maier-Thorn, Deisinger               | 3:02  |
| 7.  | Rock Me Now        | Lessmann, Ziller, Maier-Thorn, Deisinger                              | 4:15  |
| 8.  | American Nights    | Lessmann, Ziller, Maier-Thorn, Marc Ribler                            | 3:42  |
| 9.  | Fantasy            | Lessmann, Ziller, Maier-Thorn, Deisinger                              | 4:41  |
| 10. | Give It a Try      | Lessmann, Ziller, Maier-Thorn, Deisinger                              | 4:32  |
| 11. | Cold Days          | Lessmann, Ziller, Maier-Thorn, Deisinger                              | 4:24  |

## Rezensionen
Der Metal Hammer gab dem Album 5/7. Irene Vögeli schrieb damals: „Bonfire klauen zwar auf höchst offensichtliche Weise, machen ihre Sache aber – das muß man ihnen zugestehen – gekonnt. Fire Works vermag durchaus zu gefallen und ist insofern eine musikalische Entdeckungsreise wert.“ Dem Musikexpress war dies entgangen: „So frisch und frei von jedweden Vorbildern hat man sich ihre Musik schon immer gewünscht“, heißt es vor den abgedruckten 5 von 6 möglichen Sternen.